# Codex mixtèque

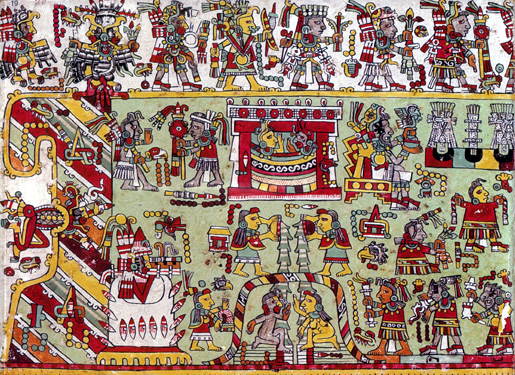
Page 20 du codex Zouche-Nuttall.

Un codex mixtèque est un codex mésoaméricain rédigé en écriture mixtèque (es) à l'époque préhispanique ou coloniale dans la Mixteca, dans l'État mexicain actuel de Oaxaca.
Seulement cinq ont pu être conservés après la conquête espagnole du Mexique : les codex Bodley, Colombino-Becker, Nuttall, Vindobonensis, Egerton-Becker et Selden (même si ce dernier n'a été achevé qu'au milieu du XVIe siècle, il est considéré comme dénué de toute influence hispanique).
Ces documents, qui racontent l'histoire et la généalogie des différents gouvernants mixtèques de l'époque postclassique, constituent la seule source primaire sur l'organisation politique des Mixtèques.